# 蒙图尔捷
蒙图尔捷（法語：Montourtier，法語發音：[mɔ̃tuʁtje]）是法国马耶讷省的一个旧市镇，位于该省中部略偏北，原属于拉瓦勒区。2019年，蒙图尔捷与邻近的3个市镇合并为新市镇蒙叙尔，改属马耶讷区。

## 地理
蒙图尔捷（48°12'13"N, 0°33'4"W）面积19.09 平方千米，位于法国卢瓦尔河地区大区马耶讷省，该省份为法国西北部内陆省份，北起芒什省和奧恩省，西接伊勒-维莱讷省，南至曼恩-卢瓦尔省，东临萨尔特省。
与蒙图尔捷接壤的市镇（或旧市镇、城区）包括：拉巴祖日德萨勒、贝尔雅尔、科梅、德塞瓦耶、瑞布兰、圣旺德瓦隆。
蒙图尔捷的时区为UTC+01:00、UTC+02:00（夏令时）。

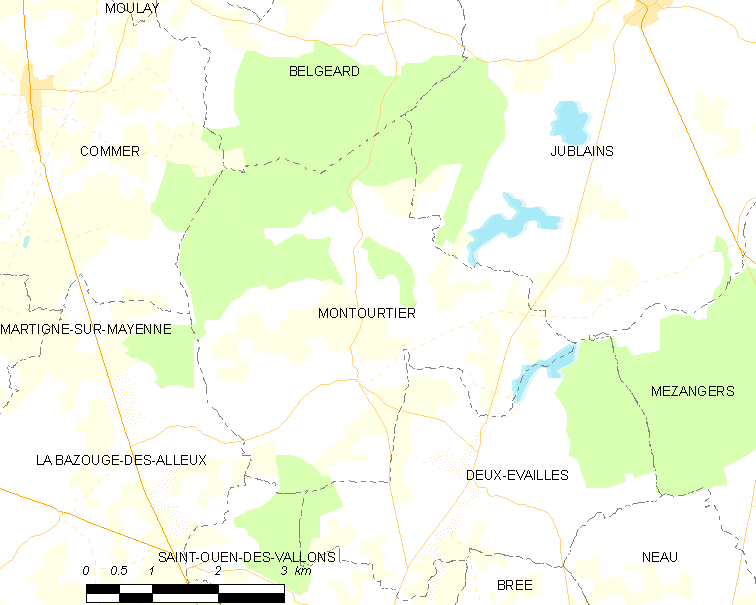
蒙图尔捷的OSM定位图

## 行政
蒙图尔捷的邮政编码为53150，INSEE市镇编码为53159。

## 政治
蒙图尔捷所属的省级选区为埃夫龙县。

## 交通
马耶讷省省道D207线和D519线在境内交汇，D129线经过境内东部。

## 人口

1962-2008年间蒙图尔捷人口变化图示

蒙图尔捷于2018年1月1日时的人口数量为367人。